# Afotella
Afotella é um gênero de traça pertencente à família Arctiidae.

## Espécies
- Afotella cylindrica (Grote, 1880)